# Directive du 12 juillet 2002 sur la protection de la vie privée dans le secteur des communications électroniques
Lire en ligne

sur Eur-lex

La directive du 12 juillet 2002 sur la protection de la vie privée dans le secteur des communications électroniques (2002/58) (en anglais, Directive on Privacy and Electronic Communications) est une directive européenne qui vise à protéger de façon spécifique la vie privée sur Internet. Elle est plus connue sous le nom de directive ePrivacy.
Elle couvre les aspects laissés de côté par la directive de 1995 sur la protection des données personnelles (1995/46, dite Data Protection Directive, laquelle reprend la plupart des dispositions de la loi Informatique et libertés de 1978). Cette nouvelle directive ne couvre toutefois pas tout ce qui a trait à la sécurité nationale et au droit pénal.
Largement obsolète en raison des évolutions technologiques et législatives, la directive a fait l'objet d'un projet de mise à jour pendant plusieurs années. Elle devient projet de règlement européen en 2017, mais le projet stagne à partir de 2020. La mise à jour de la directive est abandonné en 2025.

## Les articles contenus dans la directive[1]
- Article 1 : Champ d'application et objectif.

- Article 2 : Définitions.
- Article 3 : Services concernés.
- Article 4 : Sécurité du traitement.
- Article 5 : Confidentialité des communications.
- Article 6 : Données relatives au trafic.
- Article 7 : Facturation détaillée.
- Article 8 : Présentation et restriction de l'identification de la ligne appelante et de la ligne connectée.
- Article 9 : Données de localisation autres que les données relatives au trafic.
- Article 10 : Dérogations.
- Artticle 11 : Renvoi automatique d'appel.
- Article 12 : Annuaires d'abonnés.
- Article 13 : Communications non sollicitées.
- Article 14 : Caractéristiques techniques et normalisation.
- Article 14 bis : Procédure de comité.
- Article 15 : Application de certaines dispositions de la directive 95/46/CE.
- Article 15 bis : Mise en oeuvre et contrôle de l'application.
- Article 16 : Dispositions transitoires.
- Article 17 : Transposition.
- Article 18 : Réexamen.
- Article 19 : Abrogation.
- Article 20 : Entrée en vigueur.
- Article 21 : Destinataires.

## Spam
La directive 2002/58 interdit notamment le spam (art. 13) en instaurant, à la suite d'une modification de 2009, le principe dit de l'opt-in : un opérateur doit obtenir le consentement du destinataire avant de lui envoyer des « messages commerciaux ». À noter que, selon la transposition en droit interne, cela peut aussi inclure des messages politiques, et notamment les campagnes encourageant l'envoi d'emails à certaines organisations ou individus (la législation britannique, en particulier, est ambiguë à cet égard, le Computer Misuse Act 1990 (en) criminalisant les « attaques par déni de service » et donc le mail-bombing).

## Cookies
Les cookies sont aussi évoqués à l'art. 5, avec l'obligation d'informer l'internaute de leur utilisation et la mise en œuvre de la clause opt-out.(attention la norme EU prévoit le opt-in donc c'est une information à vérifier sur la validité légale du opt-out) Celui-ci exige que le stockage des données (comme les cookies) dans l'ordinateur de l'utilisateur puisse seulement être fait si:
1. l'utilisateur est informé de la façon dont les données sont utilisées;
2. il est donné à l'utilisateur la possibilité de refuser cette opération de stockage. Cependant, cet article statue aussi que le stockage de données pour raisons techniques est exempté de cette loi.

## Transposition et application
Devant être mise en application à partir d'octobre 2003, la directive n'a cependant été que très imparfaitement mise en pratique selon un rapport de décembre 2004, qui signalait en outre que certains États membres (Slovaquie, Lettonie, Grèce, Belgique et Luxembourg) n'avaient pas encore transposé la directive en droit interne.
Selon l'avis du G29 de 2010, cette directive, qui conditionne notamment l'usage des cookies à des fins de publicité comportementale, au consentement explicite de l'internaute, demeure très mal appliquée.
Au Royaume-Uni, cette directive a été transposée par le Privacy and Electronic Communications (EC Directive) Regulations 2003 (en) ; en France ce fut fait dans le cadre de la loi pour la confiance dans l'économie numérique de 2004, qui concernait, entre autres, le spam.

## Evolution
En cours d’examen au Parlement et au Conseil Européen dont le vote était prévu en 2019, le règlement  dit « e-Privacy »  remplacera l’actuelle réforme Paquet Télécom de 2009 et la directive 58 de 2002, qui visent à protéger la vie privée sur Internet (interdiction du spam, recueil du consentement pour les cookies, etc.). Contrairement au RGPD, son périmètre encadre les échanges d’information (métadonnées) qui transitent au sein des fournisseurs de services électroniques : navigateurs, SMS, emailing, mais également aux OTT comme Skype, Whatsapp, Facebook Messenger.
En 2021, un consensus sur l'ePrivacy a été atteint par les États européens très critiqués par l'Allemagne et l'Autriche pour la revue à la baisse de notions comme les murs de cookies, ou la sauvegarde des données privées.
Le projet e-Privacy est abandonné début 2025.

## Compléments